# Mithridate Ier de Commagène
Pour les articles homonymes, voir Mithridate et Kallinicos.
Mithridate Ier Kallinicos de Commagène (mort en 70 av. J.-C. ; en grec grec moderne : Μιθριδάτης Кαλλίνικος) est un roi de Commagène ayant régné de 100 à 70 av. J.-C.

## Origine
Mithridate Ier de Commagène est le fils de Samès de Commagène et peut-être de la reine Pythodoris, sans doute originaire du Pont. Ce lien dynastique serait à l'origine de son nom iranien de « Mithridate », inusité dans sa dynastie mais très fréquent chez les dynastes du royaume du Pont depuis leur origine et porté particulièrement par son contemporain Mithridate VI.

## Règne
Le règne de Mithridate Ier est surtout important du fait de son alliance avec la dynastie séleucide finissante et de son union avec la princesse séleucide Laodicé VII Théa Philadelphe, fille d’Antiochos VIII Gryphos et de Cléopâtre Tryphaena, qui fait de lui le beau-frère de pas moins de cinq rois séleucides contemporains : Séleucos VI, Antiochos XI, Philippe Ier, Démétrios III et Antiochos XII. Ce mariage génère en outre une forte hellénisation de la Commagène et permet  à Mithridate Ier de s'attribuer les surnoms de « Kallinicos » (« grand vainqueur ») et peut-être également de « Philhellène » et « Philoromaios » (« ami des Grecs et des Romains »).
Cette union permet enfin à son fils Antiochos Ier de revendiquer une illustre ascendance supplémentaire, séleucide.

## Postérité
De son union avec Laodicé VII sont nés :
- Antiochos Ier ;
- et peut-être Isias Philostorgue, sœur-épouse d'Antiochos Ier.